# Goethehäuschen Tübingen

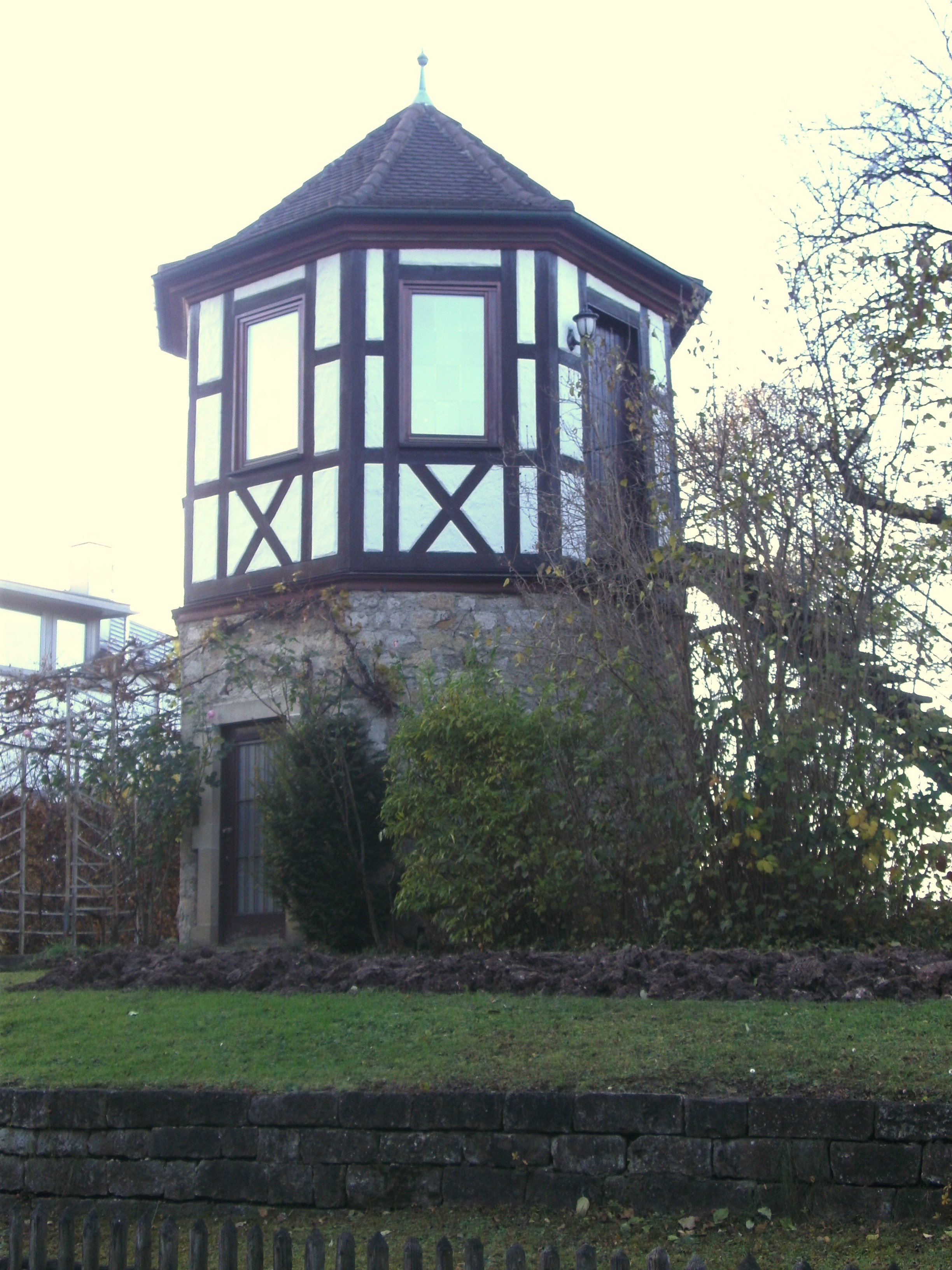
Goethehäuschen Tübingen

Das Goethehäuschen in Tübingen ist ein westlich der Altstadt und des Schlosses Hohentübingen auf dem Kamm des Schlossberges gelegenes, achteckiges Gartenhäuschen, das seinen geläufigen Namen nach einem Besuch Goethes bei einem Spaziergang am 7. September 1797 erhielt. Goethe besuchte seinerzeit seinen Verleger Johann Friedrich Cotta in Tübingen.
Das Häuschen wurde 1870 von einem Gastwirt erworben und mit Zinnen bekrönt. Die Zinnen wurden in der ersten Hälfte des 20. Jahrhunderts  wieder entfernt. Im Jahre 1957 erwarb die Stadt Tübingen das Grundstück, um es vor einer beabsichtigten Neubebauung zu bewahren, und sanierte es im Jahre 1961, wobei es grundlegend umgestaltet wurde. Entgegen den dokumentierten früheren Zuständen wurde nun das konstruktive Fachwerk freigelegt. Das Goethehäuschen wurde später zum Baudenkmal erklärt.
Ein anderes, als Goethehäuschen bekanntes Gebäude, befindet sich auf dem Kickelhahn bei Ilmenau.